# Segersjö herrgård
Segersjö är en herrgård i Lännäs socken, Örebro kommun, Närke. Herrgården ligger på en udde vid Kvismare kanals mynning i Hjälmaren. Den byggdes 1776 och om- och tillbyggdes 1876, då mittpartiet fick en tredje våning. Det innehåller bland annat en större tavelsamling och ett rikhaltigt bibliotek.
Segersjödagarna anordnas årligen, med tävlingar i fälttävlan och en rad andra aktiviteter.

## Historia

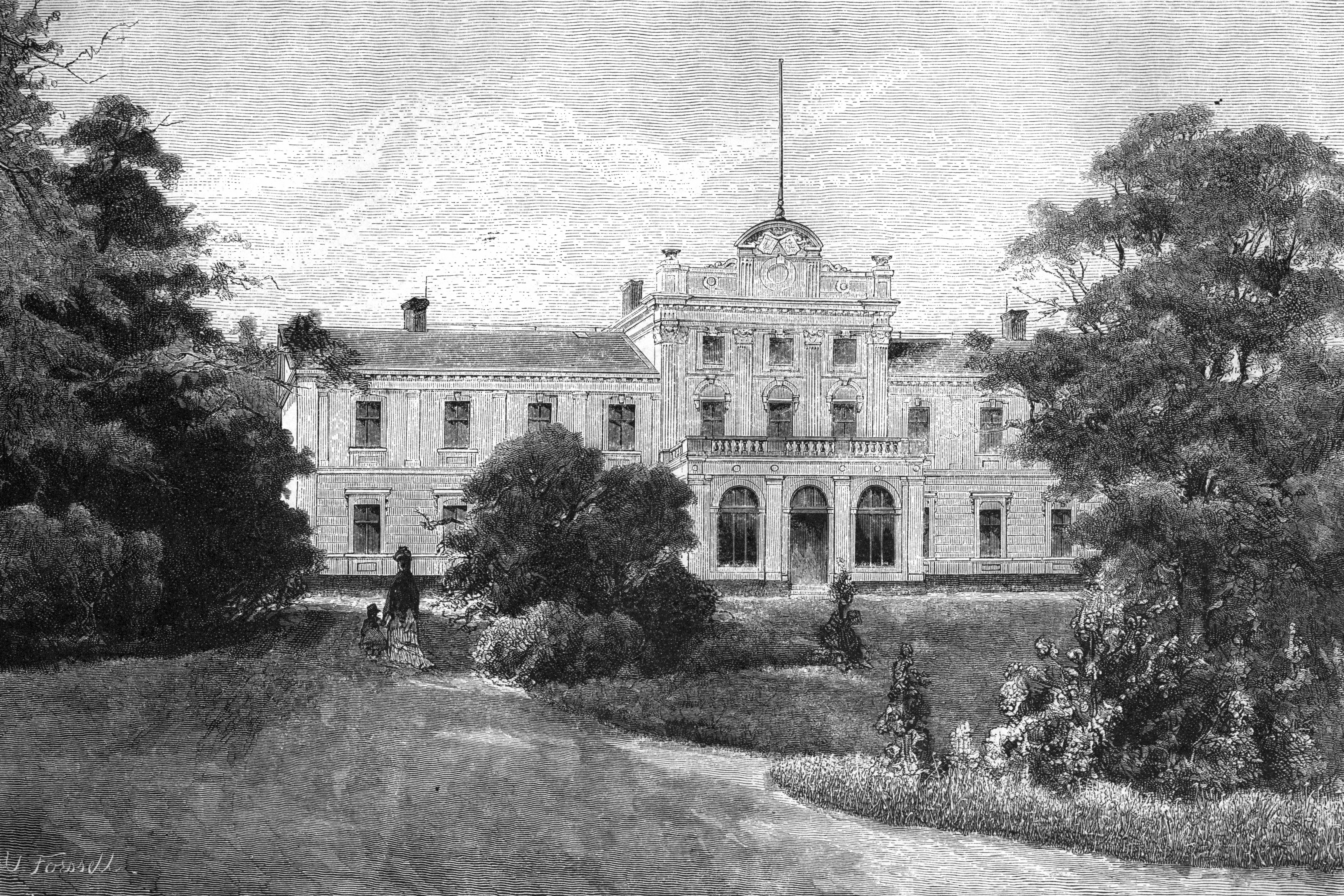
Xylografi efter Victor Forssell 1878.

Segersjö, förr skrivet Sigharsö, var ursprungligen kungsgård, men skänktes 1278 till biskopen i Strängnäs. Genom Västerås recess blev godset indraget till kronan. Det övergick för en obetald fordran 1631 till köpmannen Erik Larsson (adlad von der Linde) och tillhörde sedan hans andre son, Erik von der Linde, men skänktes av drottning Kristina till fältmarskalken Lennart Torstenson. Villkoret var att han till von der Lindes arvingar skulle betala en lösepenning av 61,520 daler silvermynt. Då Segersjö skulle dras in till kronan vid fjärdepartsräfsten, avvärjde Karl X Gustav förslaget med orden: "Om Segersjö låge på min borggård, skulle Torstensons arvingar det behålla, ty riket kan ej nog betala hans stora förtjänster."
Godset drogs in ändå 1681, utan hänsyn till den stora lösepenningen, men återgavs av Karl XII till greve Carl Ulrik Torstenson. Efter hans död, 1727, sålde arvingarna det till riksrådet greve Ture Gabriel Bielke, som 1731 gift sig med greve Torstensons änka. Godset övergick sedan till Fredrik I:s gunstling friherre Erland Broman, som i sin tur sålde det till friherre Claes Gustaf Rålamb. Han sålde slutligen Segersjö 1768 till kommerserådet friherre Josias Carl Cederhielm, som upprättade ett fideikommiss till förmån för sin dotterson. Segersjö tillhör nu den nionde generationen av släkten Montgomery-Cederhielm.

### Segersjö Gårdskyrka
År 2016 färdigställdes herrgårdens gårdskyrka. Gårdskyrkan är friställd från Svenska kyrkan.